# 弗倫德希普鎮區 (密歇根州)
弗倫德希普鎮區（英語：Friendship Township）是位於美國密歇根州埃米特縣的一個行政鎮區。

## 地方資料
弗倫德希普鎮區的面積為81.50平方千米，當中陸地面積為81.50平方千米，而水域面積為0.00平方千米。根據2020年美國人口普查的數據，當地共有人口954人，而人口密度為每平方千米11.71人。